# Le sorelle
Le sorelle (The Sisters) è un racconto breve di James Joyce. Il racconto fu prima pubblicato dal The Irish Homestead Journal il 13 agosto 1904, poi fu rivisto e pubblicato insieme ad altri in Gente di Dublino nel 1914.
Le sorelle, insieme ad Eveline e Dopo la corsa, rappresenta il primo dei tre racconti pubblicati da Joyce sotto lo pseudonimo di Stephen Dædalus per l'Irish Homestead Journal.

## Personaggi
- Il ragazzo (narratore)
- James Flynn, prete
- Eliza Flynn, sorella di James Flynn
- Nannie Flynn, sorella di James Flynn
- Il signor Cotter
- Zia del ragazzo
- Zio del ragazzo

## Trama
Le sorelle narra la storia di un ragazzo, il cui nome non viene mai specificato, e del rapporto che egli ebbe con un prete cattolico, padre Flynn.
All'inizio della storia il ragazzo si trova a contemplare la malattia di padre Flynn ormai morente, e rimane affascinato dai segni e dai simboli e dal loro significato.
Nel corso della cena seguente il ragazzo viene informato dalla zia e dallo zio che padre Flynn è appena morto e l'attenzione si focalizza nella relazione tra il prete ed il ragazzo.
Nella notte seguente il ragazzo viene perseguitato da incubi raffiguranti padre Flynn ed egli sogna di scappare verso una terra lontana. 
Il giorno seguente il ragazzo si ritrova ad osservare l'annuncio di morte del prete fantasticando e riflettendo sul suo sogno e sul suo possibile significato. 
Quella stessa notte il ragazzo e la zia si recano a vegliare il corpo del prete morto insieme alle sorelle del prete stesso, Eliza e Nannie.
Durante la serata Eliza rivela alla zia che in realtà il prete aveva infatti sofferto di un esaurimento nervoso dopo aver rotto un calice, ed il dialogo poi si perde in discussioni più amene.

## Storia delle due pubblicazioni
La sorelle fu presentato nel corso del tempo in due forme diverse, la prima per l'Irish Homestead Journal, mentre una seconda versione fu creata per la raccolta Gente di Dublino.
La trama delle due versioni è praticamente la stessa, solo che nella prima Joyce utilizza uno stile più romantico, inteso con ampia descrizione di scene, luoghi e sentimenti dei personaggi, mentre nella versione per Gente di Dublino adotta uno stile modernista, lasciando le spiegazioni al lettore stesso che, trovandosi nel mezzo dell'azione, è chiamato in prima persona a comprenderne il significato.

## Edizioni
- Stephen Dædalus, "The Sisters", The Irish Homestead, 13 agosto 1904, pp. 676–677
- James Joyce, Gente di Dublino, collana «I giganti di Gulliver», Rimini, Gulliver, 1995, ISBN 88-8129-046-4.